# Hacettepe Spor Kulübü
Hacettepe Spor Kulübü is een voetbalclub opgericht in 2003 te Ankara, Turkije. De voetbalclub speelt in het rood, wit, zwart en paars. De thuisbasis van de club is het Ostim Stadion.

Ankara ligt in Centraal-Anatolië.

## Geschiedenis
Hacettepe Spor Kulübü heette voor het seizoen 2003/04 Asaşspor. De club kwam in 2003 in financiële problemen tot het werd overgenomen door Gençlerbirliği. Sedertdien was de naam van de club Gençlerbirliği ASAŞ. In 2006 werd de ploeg gesponsord door OFTAŞ, waardoor de nieuwe naamsverandering (Gençlerbirliği OFTAŞ) een feit werd. Per 18 juli 2008 veranderde Gençlerbirliği OFTAŞ opnieuw van naam en clubskleuren. De bestuursleden besloten de naam te veranderen in Hacettepe Spor Kulübü en paars toe te voegen aan de rood, zwart en witte clubskleuren
Hacettepe Spor Kulübü is het tweede elftal van Gençlerbirliği. Het is niet uniek dat het tweede elftal van een club in een professionele divisie voetbalt. Dit is bijvoorbeeld ook het geval bij Real Madrid en Real Madrid Castilla. Echter, in tegenstelling tot het Spaanse equivalent van de twee ploegen, mogen Hacettepe Spor Kulübü en Gençlerbirliği wel in dezelfde divisie voetballen.
Omdat de club het tweede elftal is van Gençlerbirliği, zijn de spelers vrij jong. Hacettepe Spor Kulübü voetbalt sinds 2007/08 voor het eerst in de Süper Lig. De club heeft geen noemenswaardige prestaties geleverd in de Turkse Beker.

## Bekende (ex-)spelers
- Soner Aydoğdu
- Kadir Bekmezci
- Recep Biler
- Gökhan Gönül
- Abdülkerim Öcal
- Mile Sterjovski
- Taner Taktak
- Gökhan Ünal

Groep I : 23 Elazığ FK · Anadolu Üniversitesi · Artvin Hopaspor · Belediye Kütahyaspor · Bornova 1877 · Bulvarspor · Bursaspor · Düzcespor · Ergene Velimeşe SK · Kahramanmaraşspor · Karşıyaka · Kırşehir Futbol SK ·  Kuşadasıspor · Muş 1984 Muşspor · Silifke Belediyespor · Tokat Belediye Plevnespor

Groep II :Adıyamam FK · Amasyaspor FK · Balıkesirspor · Beykoz İshaklı Spor · Çayelispor · Etimesgut Belediyespor · Fatsa Belediyespor · İnegöl Kafkas · Kelkit Hürriyet SK · Mazıdağı Fosfatspor · Muğlaspor · Nevşehir Belediyespor · Silivrispor · Tire 2021 FK · Türkmetal 1963 Spor · Uşakspor

Groep III : 1922 Konyaspor · 52 Orduspor · Alanya Kestelspor · Aliağa FK · Ayvalıkgücü Belediyespor · Bayburt Özel İdarespor · Bursa Yıldırımspor · Çankaya SK · Çorluspor 1947 · Efeler 09 Spor · Karabük İdmanyurduspor · Küçükçekmece Sinop SK · Osmaniyespor FK ·  Pazarspor · Viranşehir Belediyespor · Yozgat Belediyesi Bozokspor

Groep IV : 1926 Polatlı Belediyespor · Ağrı 1970 Spor · Bergama SF · Büyükçekmece Tepecikspor · Denizlispor · Edirnespor · Kahramanmaraş İstiklalspor · Kırıkkalegücü Futbol SK · Mardin 1969 Spor · Niğde Belediyespor · Orduspor 1967 · Sebat Gençlikspor · Talasgücü Belediyespor ·  Turgutluspor · Zonguldak Kömürspor